# Vélo d'Or
A Vélo d'Or (Bicicleta de Ouro em francês) é um prémio de ciclismo de estrada, criado em 1992 pela revista de ciclismo francesa Vélo Magazine.
Este prémio é reconhecido como o mais prestigiante prémio individual do ciclismo, o Vélo d'Or é atribuído anualmente ao ciclista que um painel de dezoito jornalistas, de diferentes partes do mundo, escolhidos pela revista, considera ter tido o melhor desempenho ao longo do ano.
A revista atribui ainda o Vélo d'Or français ao melhor ciclista francês do ano.
Em 2022 foi criado o Vélo d'Or feminino e desde 2023 o troféu Eddy Merckx para os melhores especialistas em clássicas, tanto masculino como feminino.
O primeiro vencedor foi Miguel Induráin, e Alberto Contador é o ciclista com mais vitórias, quatro.

## Palmarés

### Masculinos
| Ano  | Vencedor           | Segundo              | Terceiro             |
| ---- | ------------------ | -------------------- | -------------------- |
| 1992 | Miguel Indurain    | Tony Rominger        | Claudio Chiappucci   |
| 1993 | Miguel Indurain    | Maurizio Fondriest   | Tony Rominger        |
| 1994 | Tony Rominger      | Miguel Indurain      | Evgeni Berzin        |
| 1995 | Laurent Jalabert   | Miguel Indurain      | Abraham Olano        |
| 1996 | Johan Museeuw      | Bjarne Riis          | Alex Zülle           |
| 1997 | Jan Ullrich        | Laurent Jalabert     | Marco Pantani        |
| 1998 | Marco Pantani      | Michele Bartoli      | Lance Armstrong      |
| 1999 | Lance Armstrong    | Jan Ullrich          | Andrei Tchmil        |
| 2000 | Lance Armstrong    | Erik Zabel           | Jan Ullrich          |
| 2001 | Lance Armstrong    | Erik Zabel           | Erik Dekker          |
| 2002 | Mario Cipollini    | Lance Armstrong      | Paolo Bettini        |
| 2003 | Lance Armstrong    | Paolo Bettini        | Alexandre Vinokourov |
| 2004 | Lance Armstrong    | Damiano Cunego       | Oscar Freire         |
| 2005 | Tom Boonen         | Lance Armstrong      | Danilo Di Luca       |
| 2006 | Paolo Bettini      | Alejandro Valverde   | Fabian Cancellara    |
| 2007 | Alberto Contador   | Fabian Cancellara    | Paolo Bettini        |
| 2008 | Alberto Contador   | Fabian Cancellara    | Carlos Sastre        |
| 2009 | Alberto Contador   | Mark Cavendish       | Fabian Cancellara    |
| 2010 | Fabian Cancellara  | Alberto Contador     | Andy Schleck         |
| 2011 | Philippe Gilbert   | Cadel Evans          | Mark Cavendish       |
| 2012 | Bradley Wiggins    | Tom Boonen           | Joaquim Rodríguez    |
| 2013 | Chris Froome       | Vincenzo Nibali      | Peter Sagan          |
| 2014 | Alberto Contador   | Vincenzo Nibali      | Alejandro Valverde   |
| 2015 | Chris Froome       | Peter Sagan          | Fabio Aru            |
| 2016 | Peter Sagan        | Chris Froome         | Nairo Quintana       |
| 2017 | Chris Froome       | Tom Dumoulin         | Peter Sagan          |
| 2018 | Alejandro Valverde | Geraint Thomas       | Julian Alaphilippe   |
| 2019 | Julian Alaphilippe | Egan Bernal          | Primož Roglič        |
| 2020 | Primož Roglič      | Tadej Pogačar        | Wout van Aert        |
| 2021 | Tadej Pogačar      | Primož Roglič        | Wout van Aert        |
| 2022 | Remco Evenepoel\|  | Wout van Aert        | Tadej Pogačar        |
| 2023 | Jonas Vingegaard   | Mathieu van der Poel | Tadej Pogačar        |

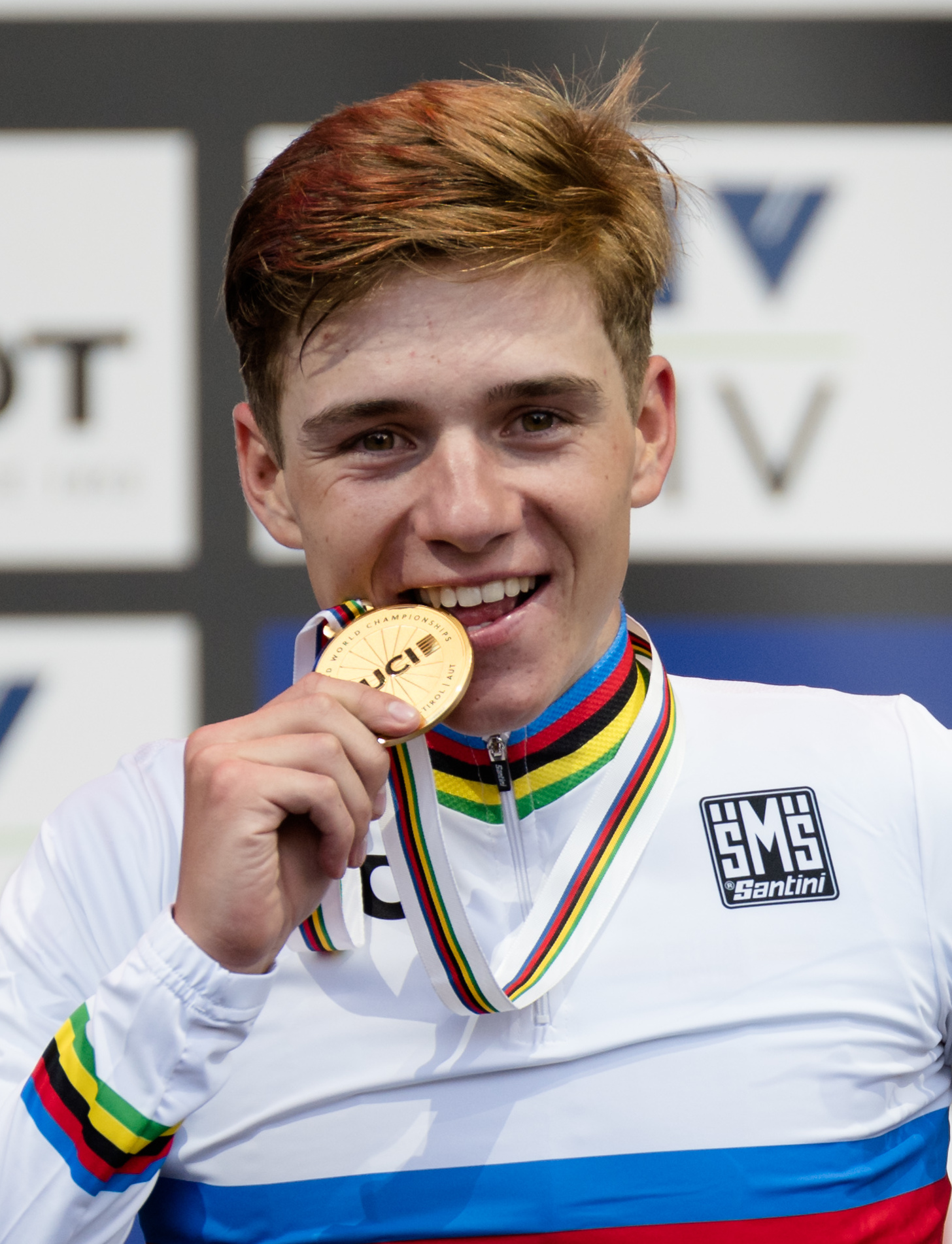
Remco Evenpoel, vencedor em 2022.

- - Os resultados de Lance Armstrong foram removidos pela revista Velo depois de conhecido os escândalo de doping

#### Palmarés por país
- Espanha, 7
- Reino Unido, 4
- Bélgica, 4
- Itália, 3
- Suíça , 2
- França, 2
- Eslovênia, 2
- Alemanha, 1
- Eslováquia, 1
- Dinamarca, 1

### Femininos
| Ano  | Vencedor                   | Segundo             | Terceiro                     |
| ---- | -------------------------- | ------------------- | ---------------------------- |
| 2022 | Annemiek van Vleuten (NED) | Lotte Kopecky (BEL) | Pauline Ferrand-Prévot (FRA) |
| 2023 | Demi Vollering (NED)       | Lotte Kopecky (BEL) | Annemiek van Vleuten (NED)   |

### Troféu Eddy Merckx Trophy masculino
| Ano  | Vencedor                   | Segundo             | Terceiro              |
| ---- | -------------------------- | ------------------- | --------------------- |
| 2023 | Mathieu van der Poel (NED) | Tadej Pogačar (SLO) | Remco Evenepoel (BEL) |

### Troféu Eddy Merckx feminino
| Ano  | Vencedor            | Segundo              | Terceiro             |
| ---- | ------------------- | -------------------- | -------------------- |
| 2023 | Lotte Kopecky (BEL) | Demi Vollering (NED) | Alison Jackson (CAN) |